# Valve Anti-Cheat
Valve Anti-Cheat (viết tắt là VAC) là một giải pháp giúp chống gian lận trong game được phát triển bởi Valve Corporation như một phần của nền tảng Steam, được phát hành lần đầu tiên năm 2002 cùng với trò chơi Counter-Strike. Cho đến tháng 7 năm 2014, người ta ước đoán có hơn 2,1 triệu tài khoản Steam đã bị trục xuất khỏi hệ thống và nó được sử dụng cho rất nhiều trò chơi phát hành trong Steam. Valve Anti-Cheat xuất hiện lần đầu trong Counter-Strike vào năm 2002.
Khi phần mềm VAC phát hiện sự gian lận trong máy của người chơi, nó sẽ trục xuất tài khoản đó vào một thời điểm trong tương lai, có thể là vài ngày hoặc nhiều tuần sau lần phát hiện ban đầu. VAC có thể đẩy người chơi thoát ra khỏi game nếu nó phát hiện có lỗi trong bộ nhớ RAM hay phần cứng. Không có bất kì thông tin gì được tiết lộ cho người chơi, kể cả thởi điểm hay loại gian lận bị phát hiện.

## Lịch sử
Vào năm 2001, Even Balance Inc, nhà phát triển của chương trình chống gian lận PunkBuster thiết kế cho Counter-Strike và bản mod của Half-Life ngừng hỗ trợ cho các trò chơi của Valve. Valve cũng đã từ chối lời mời của các doanh nghiệp về việc tích hợp trực tiếp công nghệ vào game của họ.
Valve bắt đầu làm việc cho một 'giải pháp dài hạn' cho vấn đề gian lận vào năm 2001. VAC được ra mắt lần đầu tiên cùng với Counter-Strike vào năm 2002, trong thời gian đầu hoạt động, VAC chỉ khóa người chơi trong vòng 24 giờ. Thời lượng khóa ngày càng được tăng lên theo thời gian, người chơi đã bị khóa trong vòng 1 và 5 năm, cho tới tận năm 2005 với sự ra mắt của VAC2, mọi hành vi gian lận đều bị khóa vĩnh viễn. VAC2 đã được công bố vào tháng 2 năm 2005, và bắt đầu công đoạn kiểm tra thử nghiệm vào tháng tới. Vào ngày 17 tháng 11 năm 2006, Valve công bố rằng "Công nghệ VAC mới" đã phát hiện hơn 10,000 hành vi gian lận chỉ trong vòng một tuần.